# Cro-magnoni menedék
A cro-magnoni menedék egy Les Eyzies-de-Tayac-Sireuil-ben (Dordogne, Franciaország), a Vézère völgyében található, őskori emlék.

## Felfedezése
A menedékhelyet 1868-ban két eyzies-i vállalkozó találta meg, amikor egy közeli útépítéshez építőanyagot kerestek, ám helyette mintegy 4 méter mélységben egymásra rakott csontokat és koponyákat, valamint kidolgozott kvarceszközöket találtak. A munkálatokat abbahagyták, és a terepet átadták a régészek számára.

## Értékei

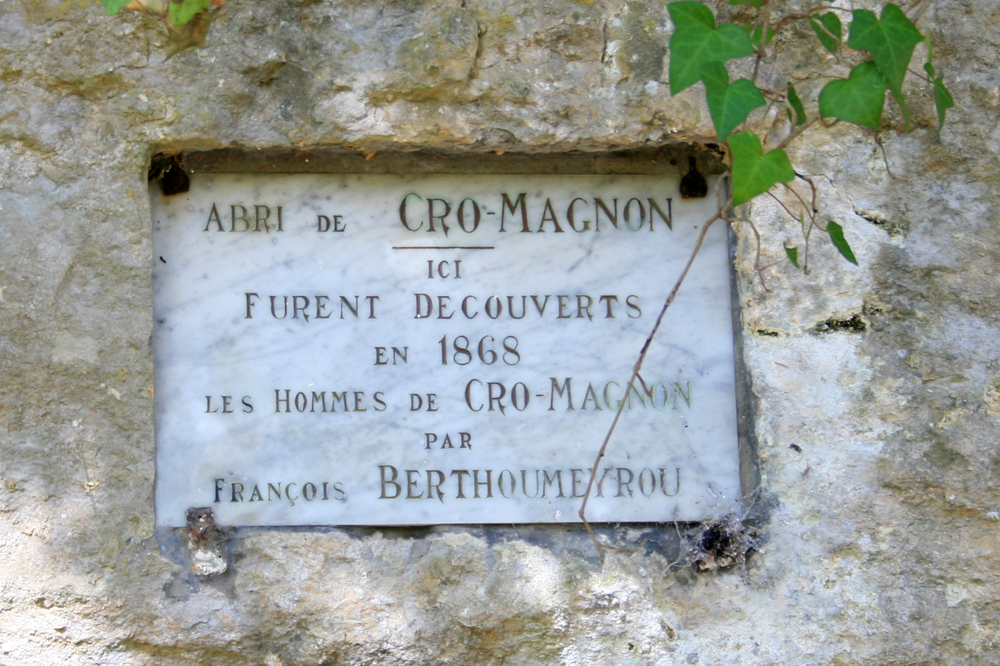
Emléktábla

A sziklamélyedésben a cro-magnoni ember (a mai ember egyik legkorábbi ismert változata) csontvázait találták meg. Több férfi és egy női koponya került elő. Az utóbbin valamilyen szerszám vagy fegyver okozta sérülés látható, amely feltehetőleg pár héten belül az egyed pusztulását okozta.
A csontok mellett különböző ékszereket is találtak (karkötők, nyakékek), amelyek valószínűleg az elhunytakat díszítették. Előkerült továbbá közel háromszáz tengeri kagyló, több átfúrt állati fog, kvarceszközök, illetve egy ovális alakú elefántcsont tárgy, amelyek leginkább arra engednek következtetni, hogy a menedék temetkezési helyként szolgált.
Az emberi maradványok mellett, melyek jelenleg a párizsi Ember Múzeumában találhatók (Musée de l'Homme), állati leleteket is találtak, így mamut- és rénszarvascsontokat.